# シルビア・ペレス・クルス

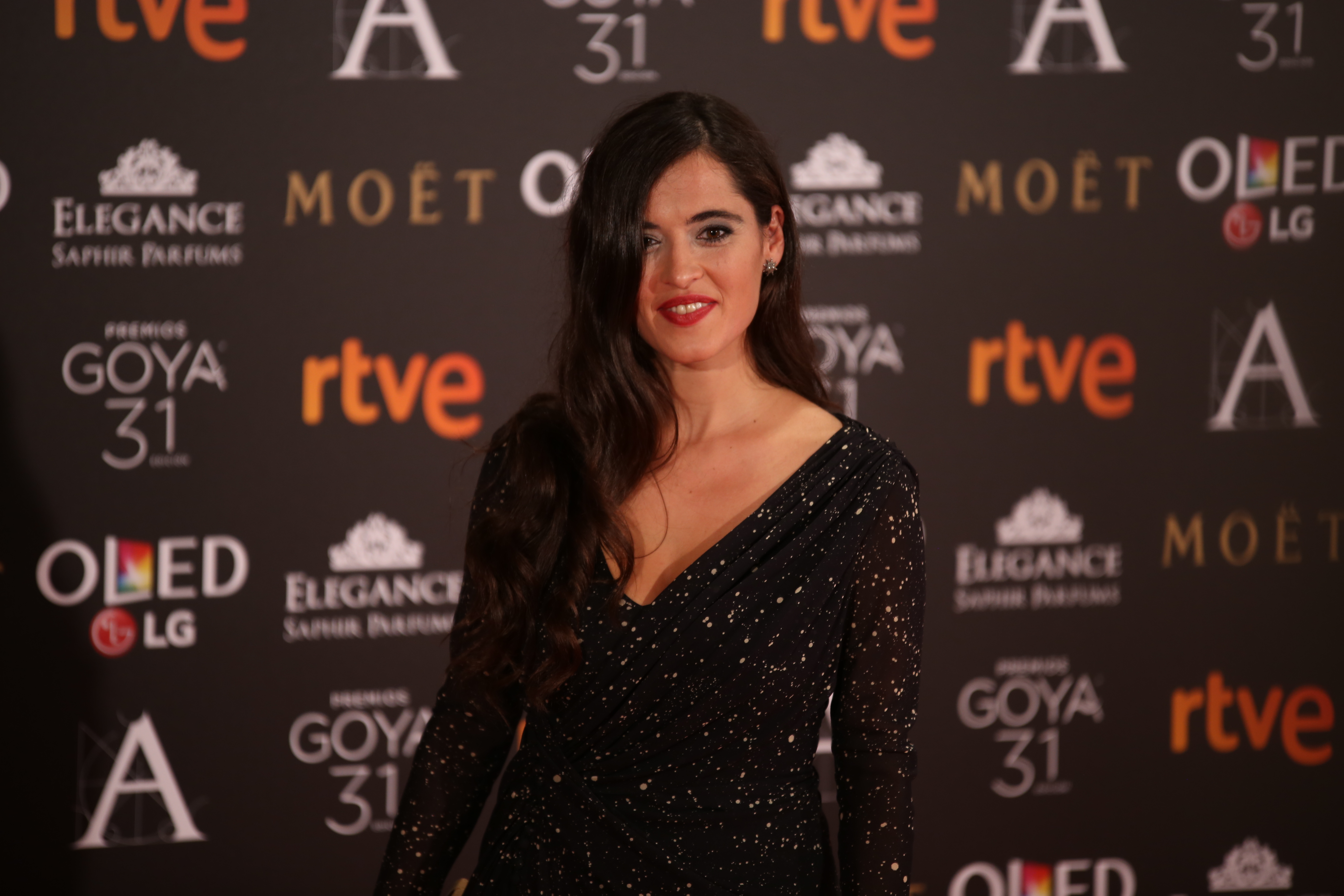
シルビア・ペレス・クルス（2017年）

シルビア・ペレス・クルス（カタルーニャ語: Sílvia Pérez Cruz、1983年2月15日 - ）は、スペイン・カタルーニャ州ジローナ県パラフルジェイ出身の女性歌手・女優。

## 来歴
1983年、カタルーニャ州ジローナ県のパラフルジェイに生まれる。
カタルーニャ高等音楽院（西: Escola Superior de Música de Catalunya、通称：ESMUC）でジャズ・ヴォーカルを学び、2004年から2010年にかけて、スペインの女性フラメンコ・ユニットであるラス・ミガス (Las Migas)に在籍した。
2011年、ハビエル・コリーナ (Javier Colina)とともに、アルバム『En La Imaginacion』を発売。
2012年にアルバム『11 De Novembre』でソロ・デビュー。同年、スペインの映画賞であるゴヤ賞で最多10部門を獲得した映画『ブランカニエベス』の挿入歌を担当。
2016年に公開された映画『Cerca de tu casa』（英: At Your Doorstep）では主演を務め、ゴヤ賞で最優秀女優賞にノミネートされた。
2018年はスペインと日本の国交150周年にあたるため、その一環として、4月25日、日本初来日記念として日本企画のベスト盤『ジョイア (Joia)』を発売。5月11日と12日にブルーノート東京にて初めての日本公演を実施した。

## ディスコグラフィ

### アルバム
- Llama (2006年、MA Recordings) ※with ラヴィッド・ゴールドシュミット
- Vientos Y Lugares (2008年、Sonoesfera) ※with リフリー、カベサス・デ・セラ、ファン・パブロ・ヴィラ
- We Sing Bill Evans (2008年、Fresh Sound New Talent) ※with ジョアン・ディアズ・トリオ
- En La Imaginación (2011年、ContraBaix) ※with ハビエル・コリーナ・トリオ
- 11 De Novembre (2012年、Universal)
- Granada (2014年、Universal) ※with ラウル・フェルナンデス・ミロ
- Domus (2016年、Universal)
- Vestida De Nit (2017年、Universal)
- 『ジョイア』 - Joia (2018年) ※日本企画コンピレーション
- Live In Tokyo (2019年、Universal) ※with マルコ・メスキーダ
- Farsa (Género Imposible) (2020年、Universal)
- Toda La Vida, Un Día (2023年、Sony Music)

## フィルモグラフィ

### 映画
- 『ブランカニエベス』 - Blancanieves (2012年) ※挿入歌「No te puedo encontrar」等を歌う
- Rastros de sándalo (2014年) ※テーマ曲「Vestida de nit」を歌う
- Cerca de tu casa (2016年) ※主演
- La noche de 12 años (2018年)
- Intemperie (2019年)
- Josep (2020年) ※アニメーション